# Filip III. Španělský
Filip III. (14. dubna 1578, Madrid – 31. března 1621, Madrid) z dynastie rodu Habsburků byl král Španělska (1598–1621) a Portugalska (1598–1621). Jeho rodiči byli Filip II. a Anna Habsburská. Oženil se s Markétou Rakouskou (1584–1611), která byla dcerou Karla II. Štýrského a Marie Anny Bavorské.
Jeho vláda se vyznačovala narůstáním vnitřní krize říše (hospodářské potíže, korupce státní správy, vzrůstání výdajů dvora) způsobené mimo jiné neomezeným vlivem králova favorita Francisca Goméze, vévody z Lermy. V zahraniční politice prosazoval mírová řešení (smlouvy s Holandskem a Anglií). V prvních letech třicetileté války obsadila jeho armáda Rýnskou Falc (kde byl falckrabětem a kurfiřtem Fridrich Falcký). Oblast kultury a umění prožívala za jeho vlády velký rozmach.

## Život

### Vytoužený potomek
Filip III. byl syn čtvrté ženy Filipa II. Žádná z předchozích manželek krále mu neporodila dítě mužského pohlaví – následníka trůnu. První manželka – portugalská infantka – Marie mu sice již jednoho syna porodila, ale sama o několik dní později zemřela a navíc její syn, Karel byl nemocný, a rychle se u něho začaly objevovat příznaky mentálního postižení a tělesných vad.
Bezdětným se ukázalo být i další manželství Filipa II. s anglickou královnou Marií Tudorovnou, které bylo pouze politickou záležitostí. Třetí manželka, francouzská Alžběta z Valois porodila čtyřikrát, první těhotenství však skončilo potratem dvojčat a potrat čtvrtého dítěte – syna – zaplatila Alžběta životem; zůstaly po ní dvě dcery. Obě princezny král laskavě vychovával, ale žádná z nich nemohla (podle platného nástupnického Salického práva) převzít po svém otci vládu. Filip se tedy oženil po čtvrté, a to s Annou, dcerou císaře Maxmiliána II., což byla jeho neteř. Z tohoto manželství vzešlo pět dětí, čtyři však zemřely a dospělosti se dočkal druhý syn Filip, pozdější král Filip III., který přišel na svět 14. dubna 1578 v královském paláci v Madridu.
Ve věku čtyř let, v roce 1582, byl Filip oficiálně určen za následníka španělského trůnu a získal titul prince asturského. Král však rychle přišel na to, že tento syn nebyl předurčen k tomu, aby vedl jednu z největších říší té doby. Starší Filip se totiž až do konce svého života upnul na své dcery. Jedině ony mu mohly pomáhat při práci. Sám Filip II. byl uznáván za tvrdého a chladného muže a také žádné city ke svým dcerám nedával na povrchu znát, pouze v jeho dopisech se projevovaly otcovské city. Syn s ním komunikoval přes prostředníka – král připustil, že Bůh mu nedopřál mužských potomků, kteří by dokázali mít vliv na chod země, a prorokoval, že až Filip III. převezme korunu, státní ministři převezmou vládu. Velmi rychle se prokázalo, že toto proroctví bude pravdivé.

### Dědictví
Filip II. zemřel 13. září 1598 a svému synovi odkázal plošně největší zemi na světě. Dokonce i bez přihlédnutí k majetku v Novém světě a na Filipínách, oblast království a území na něm přímo závislých byla obrovská – zahrnovala celý Pyrenejský poloostrov (včetně Portugalska), Nizozemsko, Franche-Comté, Milánské vévodství, Sardinie, Neapol a Sicílie.

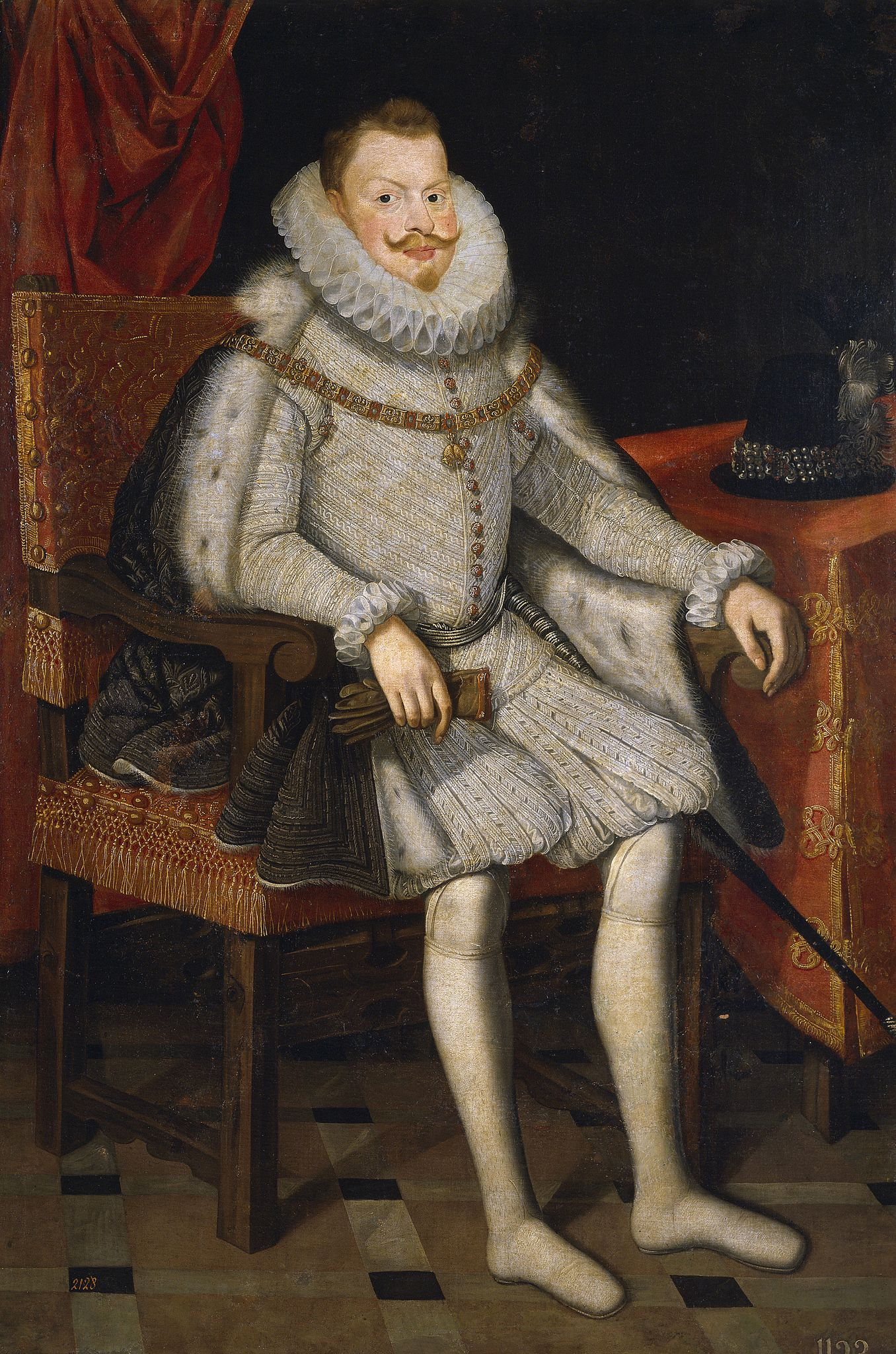
portrét Filipa III. z roku 1615
(Bartolomé González y Serrano)

Celá říše těžila z mnoha úspěchů z počátku vlády Filipa II., ale i jeho vládu potkalo několik proher v zahraniční politice, například zkáza Neporazitelné Armady. Neúspěchy zahraniční politiky způsobily vážné vnitřní problémy. Zkoumání nových zemí v západní Indii dala Španělsku ohromné bohatství, velmi užitečné – ale ne dostatečně – spjaté s expanzivní politikou Filipa II. Nálezy zlata vedly zároveň k ohromné inflaci, která v průběhu století dosáhla 500 procent. Navíc prosperita dosažená za pomoci prostředků ze zlata a stříbra dlouhodobě nepodporovala rozvoj ekonomiky – společnost žila v radovánkách, ale města pomalu upadala, zatímco dovoz hotových výrobků převažoval nad vývozem, což vedlo k deficitu obchodní bilance oproti zbytku Evropy.
V září 1598 Filip III. získal zemi v ekonomické krizi a v konfliktu s téměř celou západní Evropu. Politicky nevychovaný vládce, neseznámený se složitostí správy, fascinován divadlem, malířstvím a lovem hledal od počátku podporu mezi svými věrnými šlechtici. A tak začala éra validos (milců), ministrů a královských oblíbenců, kteří převzali de facto moc nad zemí.

### Rady přátel

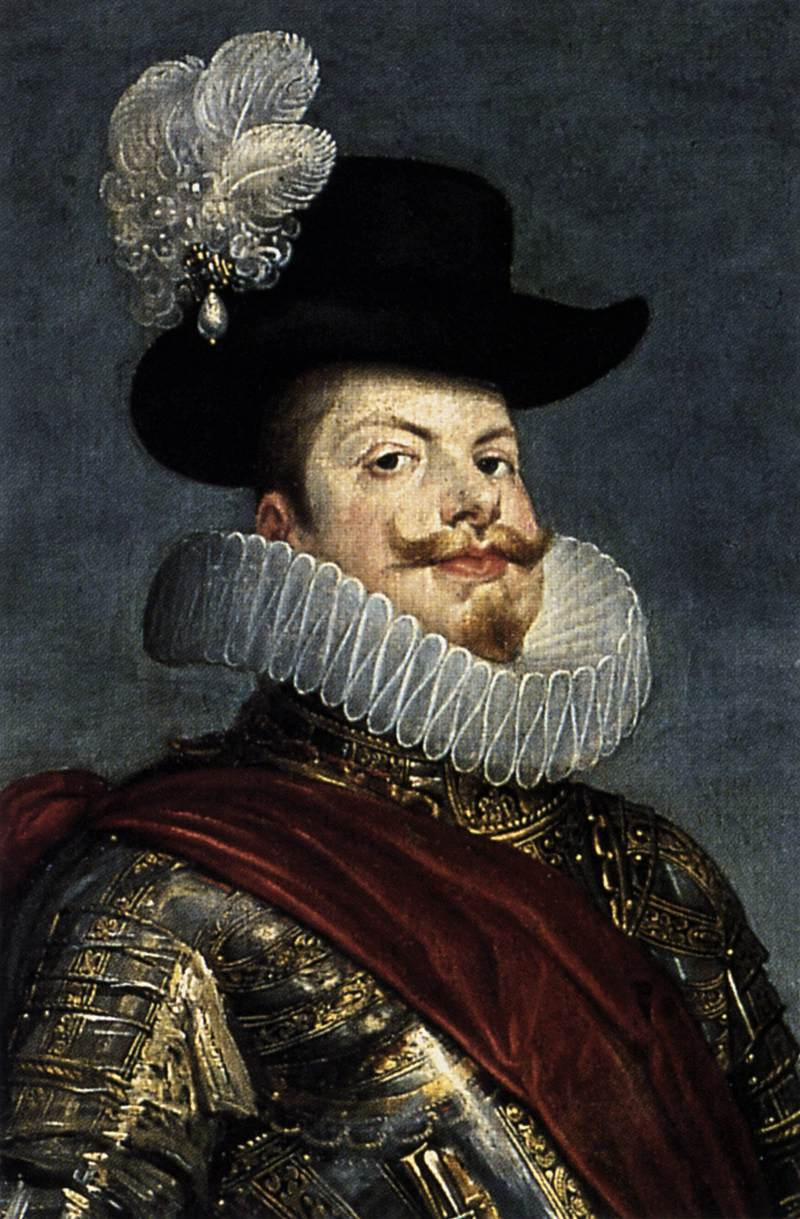
Filip roku 1635 (Diego Velázquez)

V čele španělských šlechticů stál Francisco Gómez. U královského dvoru se pohyboval již od třetího roku života Filipa III. a proto měl dost času, aby vypozoroval jistou nesmělost u mladého infanta (prince) a rychle si získal jeho důvěru, i když se Filip II. snažil jeho vliv u dvora zmenšit (v 1595 jmenoval vévodu z Lermy místokrálem Valencie), ale když stáří krále připoutalo k lůžku a zbavilo ho vlivu nad zemí, vévoda se vrátil do Madridu.
Ihned po převzetí koruny Filipem III. získal Gómez neomezený vliv na vládu v zemi. Vévoda z Lermy (král udělil Gómezovi tento titul v roce 1599) vlastně mohl nahradit krále úplně, neboť si později vymohl právo na podepisování královských listin. 
Dalším krokem vlivného vévody z Lermy, bylo přesunutí královského dvora z Madridu do Valladolidu v roce 1601. Důvodem bylo posílení vlastního vlivu na úkor ostatních královských dvořanů (zejména císařovny Marie, manželky Maxmiliána II., která se vrátila do Španělska v roce 1581 a žila zde), dopadem tohoto rozhodnutí, však byly obrovské náklady na práci a fungování dvora. Králi se podařilo přemístit dvůr zpět do Madridu za pět let, ale stálo ho to 250 000 dukátů, které dohromady zaplatil Madridu.

### Válka a mír
Vláda Filipa III. plynula ve znamení míru a uzavírání smluv s nepřáteli Španělska, což byl zásadní rozdíl oproti vládě děda Karla V. a otce Filipa. Za tuto vládu vděčí Španělsko zahraniční politice vévody z Lermy, který neustále hledal konec války točících se okolo koruny. Ještě před vstupem Filipa na trůn byla ve francouzských Vervins podepsána mírová smlouva, která ukončila válku s Francií. Další události byla smrt anglické královny Alžběty I. v roce 1603, což umožnilo Filipovi podepsat v roce 1605 mírovou smlouvu s katolickým Jakubem I. Smlouva zaváděla volný obchod mezi oběma zeměmi a zajišťovala bezpečnost pro anglické obchodníky, kteří nemohli být napříště stíhání inkvizicí.
Úspěch si také zajistilo Nizozemsko, přestože na obou stranách byly snahy k udržení statutu quo. Pro mnoho Španělů by byl mír s Nizozemskem jistý ústupek kacířství a tiché schválení povstání proti monarchii, Nizozemcům zase vyhovoval válečný stav, který jim umožnil beztrestně bojovat v Novém světě. Pro mír nenastala ještě vhodná doba, a proto bylo podepsáno 9. dubna 1609 pouze příměří, vypočítané na 12 let, což ale de facto Nizozemcům uznalo samostatnost. Příměří se ukázalo jako nestabilní – Nizozemci dále napadali portugalské državy a zakládali své vlastní kolonie v Brazílii a v jihovýchodní Asii.
Ačkoliv příměří v Nizozemsku zřejmě uznalo pouze Španělsko, vytvoření federace Spojených provincií na severu ve skutečnosti znamenalo uklidnění v celé Evropě. Nizozemsko bylo ve totiž pro Evropu silně polarizující prvek, který znesvářel na jedné straně Španělsko, podporované Svatou říší a většinou katolických zemí a na druhé straně Francii, protestantské země a v některých případech i Anglii. Dvanáctileté příměří (někdy nazývaný pax hispanica) uvedlo Evropu do klidu po dobu několika let přerušených pouze lokální konflikty. V Rakouských zemích se na udržování křehkého příměří mezi katolíky a protestanty podílel i španělský velvyslanec v Praze Guillen de San Clemente, který se stal španělským vyslancem ve Svaté říši Římské již za Filipa II., a Filip III. jej v tomto postavení potvrdil. Tento stav v Evropě zůstal až do roku 1618, kdy začala třicetiletá válka pražskou defenestrací. Vévoda z Lermy byl proti zapojení Španělska do konfliktu v zemích Koruny české. Brzy však upadl v nemilost, zatímco ostatní dvořané byli připraveni k boji o obnovení prestiže monarchie. Španělsko rychle poslalo armádu do Čech. Nejdůležitějším argumentem pro zapojení ve válce byla otázka práv v České koruně – český král Fridrich Falcký byl ve skutečnosti jedním ze sedmi kurfiřtů, což by ve svém důsledku mohlo znamenat převzetí moci protestantů ve Svaté říši, čímž by Španělsko ztratilo hlavního spojence v Evropě.

### Přítel umění a nepřítel morisků

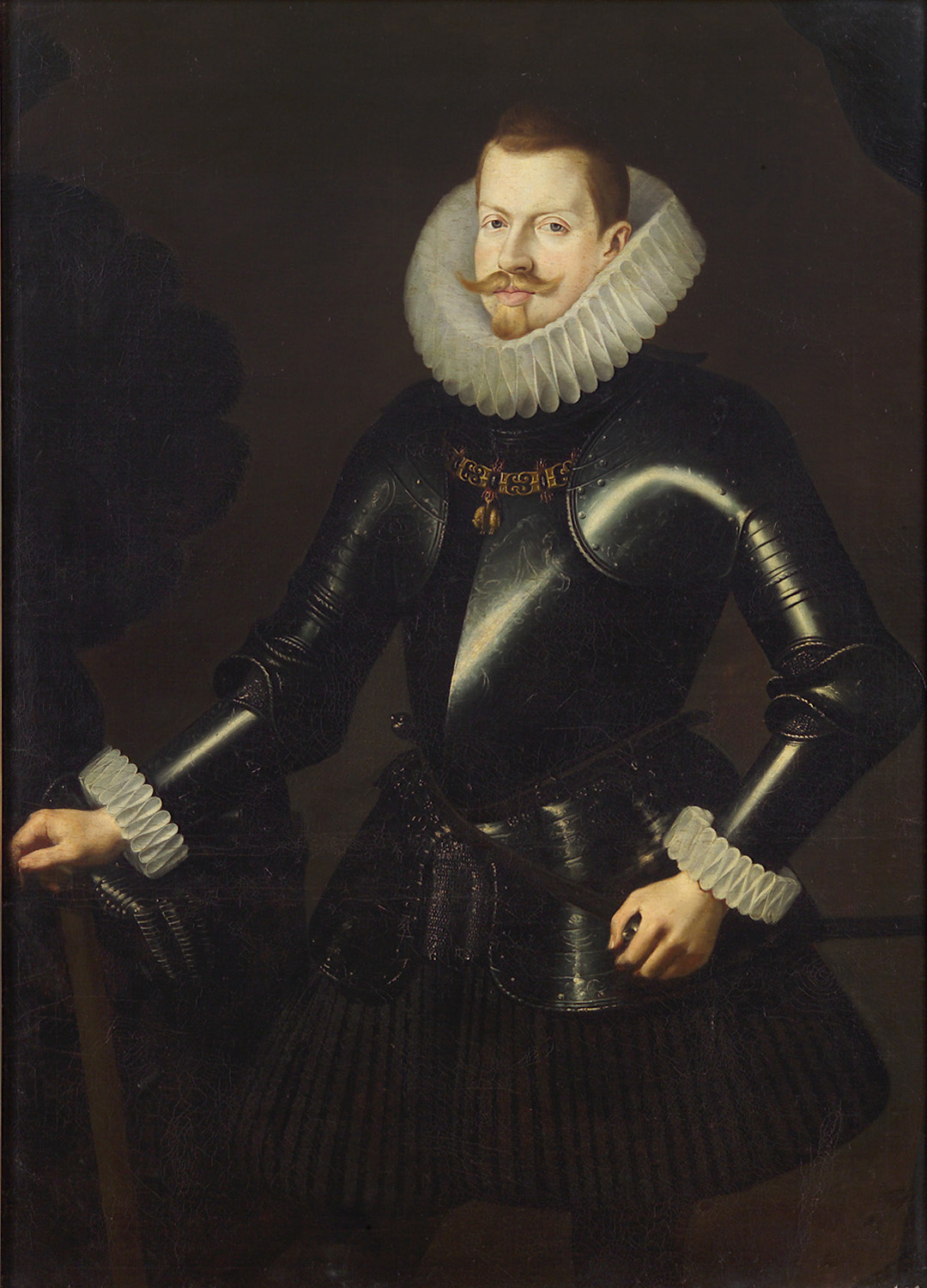
Filip III. v pozdějším věku

Filip III. sice neměl velký zájem o vládu, ale měl velkou zálibu v kultuře. Velký zájem soustřeďoval na literaturu, především na dramatickou tvorbu. Během jeho vlády zaznamenala literatura asi největší rozkvět v španělské historii. V roce 1605 byla vydána první část románu Don Quijote od Miguela Cervantese, který o deset let později publikoval i druhou část. Osobní kaplan na dvoře krále byl vynikající básník Luis de Góngora y Argote. Zde také započal svoji kariéru Francisco de Quevedo Baltasar Gracián.
Vpravdě však prožívala svůj zlatý věk španělská divadelní tvorba. Zatímco v Anglii píše dramata William Shakespeare, na Pyrenejském poloostrově, mimo jiné, tvoří Lope de Vega (známý jako zakladatel národního dramatu), Tirso de Molina, Juan Ruiz de Alarcón, a brzy poté Pedro Calderón de la Barca.
V oblasti architektury se nejvíce objevuje problém související s úpadkem měšťanstva a ekonomickou recesí. Je však dobré upozornit na některé pozůstatky z Filipovy éry, a to především na náměstí Plaza Mayor v Madridu (ve středu náměstí stojí dodnes jezdecká socha krále).
Tento kulturní rozkvět měl ale i svoji stinnou stránku spojenou s postupem kontrareformace. Zvláště se toto týkalo muslimské populace na poloostrově, která se po reconquistě rozhodla konvertovat na křesťanskou víru, tedy morisků, kteří byli mnohdy majetní a pracovití. Moriskové byli diskriminováni již za Filipa II., ale až jeho syn, pod tlakem z duchovních a vojenských kruhů, se rozhodl pro konečné řešení tohoto problému. V 1609, vydal edikt přikazující moriskům opustit oblast Valencie a o rok později je vyhnal z Aragonie a Kastilie. V krátké době Španělsko přišlo o 300 až 600 tisíc obyvatel ze svých osmi milionů občanů. Tento krok nezůstal bez vlivu na hospodářství, zejména ve Valencii, kde žila téměř polovina ze španělských morisků. Prudký pokles počtu obyvatel státu (k čemuž také přispěly epidemie moru a emigrace do amerických držav) znamenal pokles počtu pracovních sil, nižší poptávkou na trhu a stratifikace společnosti. Toho však fanatikové, jako valencijský arcibiskup Don Juan de Ribero nebo lidé jako vévoda z Lermy nedbali.
Vyhnání morisků doprovázela další opatření namířená proti muslimům. Podle některých vlivných dvořanů měl Filip pozastavit boje s křesťany (i protestanty, jako v Nizozemsku nebo v Anglii) a vážně se pustit do boje proti následovníkům Mohameda. Proto krátce po uzavření bojů na severu se španělská flotila přesunula k akci na jihu, která byla vítězná v roce 1610, když bylo dobyto město Larache (v dnešním Maroku), a v roce 1614 při obléhání dnešní Mahdie. V roce 1618 se Španělsko připravovalo k útoku na Alžír, hlavní základny berberských pirátů, ale vypuknutí povstání v Českých zemích a třicetileté války přerušilo tyto přípravy.

### Konec vlády silného rádce i slabého panovníka
Politika samozvaného španělského vládce, Lermy, dráždila stále více dalších dvořanů. Prvním znamením, že vévoda ztrácí své pozice, byl pád jeho oblíbence Rodriga de Calderón, markýze de Siete Iglesias. Calderón byl obviněn z vraždy a zpronevěry, odsouzen a později popraven.
Skutečnou ránu do zad pro Lermu bylo spiknutí jeho syna, vévody de Uceda. Díky této akci pozdější valido Filipa IV., hrabě vévoda Olivarez, a zpovědník Aliaga přiměli v říjnu roku 1618 vévodu z Lermy k opuštění královského dvora. O půl roku dříve se vévodovi podařilo přesvědčit papeže Pavla V. ke kardinálské kandidatuře, která mu měla zajistit bezpečí. Poté se vrátil do Valladolidu, kde byl v roce 1624 odsouzen k zaplacení jednoho milionu dukátů státní pokladně. Zemřel o rok později.
Po pádu vévody z Lermy se o jeho místo ucházeli de Uceda a Aliaga. Žádný z nich však již nezískal úřad, který zastával Lerma. Filip zemřel dne 31. března 1621 v královském paláci v Madridu a korunu zdědil jeho syn Filip IV.

## Manželství a potomci
Roku 1599 se Filip oženil s Markétou Habsburskou, třetí dcerou arcivévody Karla II. Štýrského a Marie Anny Bavorské. Manželství bylo údajně spokojené a narodilo se z něj osm dětí. Markéta zemřela necelé dva týdny po porodu svého osmého dítěte a král Filip se už znovu neoženil; zemřel o deset let později.

## Potomci
Z manželství Markéty a Filipa vzešlo osm potomků:
- 1. Anna Marie (22. 9. 1601 Valladolid – 20. 1. 1666 Paříž)[1]
⚭ 1615 Ludvík XIII. (27. 9. 1601 Fontainebleau – 14. 5. 1643 Saint-Germain-en-Laye), král Francie a Navarry od roku 1610 až do své smrti[2]
- 2. Marie (1. 2. 1603 Valladolid – 1. 3. 1603 tamtéž)[3]
- 3. Filip (8. 4. 1605 Valladolid – 17. 9. 1665 Madrid), jako Filip IV. král španělský a jako Filip III. král portugalský, neapolský a sicilský od roku 1621 až do své smrti[4]
I. ⚭ 1615 Izabela Bourbonská (22. 11. 1602 Fontainebleau – 6. 10. 1644 Madrid)[5]
II. ⚭ 1649 Marie Anna Habsburská (24. 12. 1634 Vídeň – 16. 5. 1696 Madrid)[6]

- 4. Marie Anna (18. 8. 1606 El Escorial – 13. 5. 1646 Linec)[7]
⚭ 1631 Ferdinand III. Habsburský (13. 7. 1608 Štýrský Hradec – 2. 4. 1657 Vídeň), arcivévoda rakouský, císař Svaté říše římské, král český, uherský a chorvatský, markrabě moravský od roku 1637 až do své smrti[8]
- 5. Karel (15. 9. 1607 Madrid – 30. 7. 1632 tamtéž), španělský infant, princ neapolsko-sicilský, svobodný a bezdětný[9]
- 6. Ferdinand (16. 5. 1609 El Escorial – 9. 11. 1641 Brusel), generální guvernér jižního Nizozemí, infant-kardinál, arcibiskup toledský[10]
- 7. Markéta Františka (25. 5. 1610 Lerma – 11. 3. 1617 Madrid)[11]
- 8. Alfons (22. 9. 1611 El Escorial – 16. 9. 1612 tamtéž)[12]

## Vývod předků
|                      |                          |  |                    |                             |  |  |  |  |  |  |  | Maxmilián I. Habsburský |
|                      |                          |  |                    |                             |  |  |  |  |  |  |  |                         |
|                      | Filip I. Kastilský       |  |                    |                             |  |  |  |  |  |  |  |                         |
|                      |                          |  |                    |                             |  |  |  |  |  |  |  |                         |
|                      |                          |  |                    | Marie Burgundská            |  |  |  |  |  |  |  |                         |
|                      |                          |  |                    |                             |  |  |  |  |  |  |  |                         |
|                      | Karel V. Habsburský      |  |                    |                             |  |  |  |  |  |  |  |                         |
|                      |                          |  |                    |                             |  |  |  |  |  |  |  |                         |
|                      |                          |  |                    | Ferdinand II. Aragonský     |  |  |  |  |  |  |  |                         |
|                      |                          |  |                    |                             |  |  |  |  |  |  |  |                         |
|                      | Jana I. Kastilská        |  |                    |                             |  |  |  |  |  |  |  |                         |
|                      |                          |  |                    |                             |  |  |  |  |  |  |  |                         |
|                      |                          |  |                    | Isabela I. Kastilská        |  |  |  |  |  |  |  |                         |
|                      |                          |  |                    |                             |  |  |  |  |  |  |  |                         |
|                      | Filip II. Španělský      |  |                    |                             |  |  |  |  |  |  |  |                         |
|                      |                          |  |                    |                             |  |  |  |  |  |  |  |                         |
|                      |                          |  |                    | Ferdinand Portugalský       |  |  |  |  |  |  |  |                         |
|                      |                          |  |                    |                             |  |  |  |  |  |  |  |                         |
|                      | Manuel I. Portugalský    |  |                    |                             |  |  |  |  |  |  |  |                         |
|                      |                          |  |                    |                             |  |  |  |  |  |  |  |                         |
|                      |                          |  |                    | Beatrice, vévodkyně z Viseu |  |  |  |  |  |  |  |                         |
|                      |                          |  |                    |                             |  |  |  |  |  |  |  |                         |
|                      | Isabela Portugalská      |  |                    |                             |  |  |  |  |  |  |  |                         |
|                      |                          |  |                    |                             |  |  |  |  |  |  |  |                         |
|                      |                          |  |                    | Ferdinand II. Aragonský     |  |  |  |  |  |  |  |                         |
|                      |                          |  |                    |                             |  |  |  |  |  |  |  |                         |
|                      | Marie Aragonská          |  |                    |                             |  |  |  |  |  |  |  |                         |
|                      |                          |  |                    |                             |  |  |  |  |  |  |  |                         |
|                      |                          |  |                    | Isabela I. Kastilská        |  |  |  |  |  |  |  |                         |
|                      |                          |  |                    |                             |  |  |  |  |  |  |  |                         |
| Filip III. Španělský |                          |  |                    |                             |  |  |  |  |  |  |  |                         |
|                      |                          |  |                    |                             |  |  |  |  |  |  |  |                         |
|                      |                          |  | Filip I. Kastilský |                             |  |  |  |  |  |  |  |                         |
|                      |                          |  |                    |                             |  |  |  |  |  |  |  |                         |
|                      | Ferdinand I. Habsburský  |  |                    |                             |  |  |  |  |  |  |  |                         |
|                      |                          |  |                    |                             |  |  |  |  |  |  |  |                         |
|                      |                          |  |                    | Jana I. Kastilská           |  |  |  |  |  |  |  |                         |
|                      |                          |  |                    |                             |  |  |  |  |  |  |  |                         |
|                      | Maxmilián II. Habsburský |  |                    |                             |  |  |  |  |  |  |  |                         |
|                      |                          |  |                    |                             |  |  |  |  |  |  |  |                         |
|                      |                          |  |                    | Vladislav Jagellonský       |  |  |  |  |  |  |  |                         |
|                      |                          |  |                    |                             |  |  |  |  |  |  |  |                         |
|                      | Anna Jagellonská         |  |                    |                             |  |  |  |  |  |  |  |                         |
|                      |                          |  |                    |                             |  |  |  |  |  |  |  |                         |
|                      |                          |  |                    | Anna de Foix a Candale      |  |  |  |  |  |  |  |                         |
|                      |                          |  |                    |                             |  |  |  |  |  |  |  |                         |
|                      | Anna Habsburská          |  |                    |                             |  |  |  |  |  |  |  |                         |
|                      |                          |  |                    |                             |  |  |  |  |  |  |  |                         |
|                      |                          |  |                    | Filip I. Kastilský          |  |  |  |  |  |  |  |                         |
|                      |                          |  |                    |                             |  |  |  |  |  |  |  |                         |
|                      | Karel V. Habsburský      |  |                    |                             |  |  |  |  |  |  |  |                         |
|                      |                          |  |                    |                             |  |  |  |  |  |  |  |                         |
|                      |                          |  |                    | Jana I. Kastilská           |  |  |  |  |  |  |  |                         |
|                      |                          |  |                    |                             |  |  |  |  |  |  |  |                         |
|                      | Marie Španělská          |  |                    |                             |  |  |  |  |  |  |  |                         |
|                      |                          |  |                    |                             |  |  |  |  |  |  |  |                         |
|                      |                          |  |                    | Manuel I. Portugalský       |  |  |  |  |  |  |  |                         |
|                      |                          |  |                    |                             |  |  |  |  |  |  |  |                         |
|                      | Isabela Portugalská      |  |                    |                             |  |  |  |  |  |  |  |                         |
|                      |                          |  |                    |                             |  |  |  |  |  |  |  |                         |
|                      |                          |  |                    | Marie Aragonská             |  |  |  |  |  |  |  |                         |
|                      |                          |  |                    |                             |  |  |  |  |  |  |  |                         |